# Кіндзірський Мирослав Васильович
Мирослав Васильович Кіндзірський (псевдо.: «Боєвір», «Степан»; нар. 17 вересня 1919, с.Чорний Потік, нині Юрковецька сільська громада, Чернівецький район, Чернівецька область — пом. 29 грудня 1944 с.Васловівці, нині Горішньошеровецька сільська громада, Чернівецький район, Чернівецька область) — український військовик, організаційний референт Буковинського обласного проводу ОУН.

## Життєпис

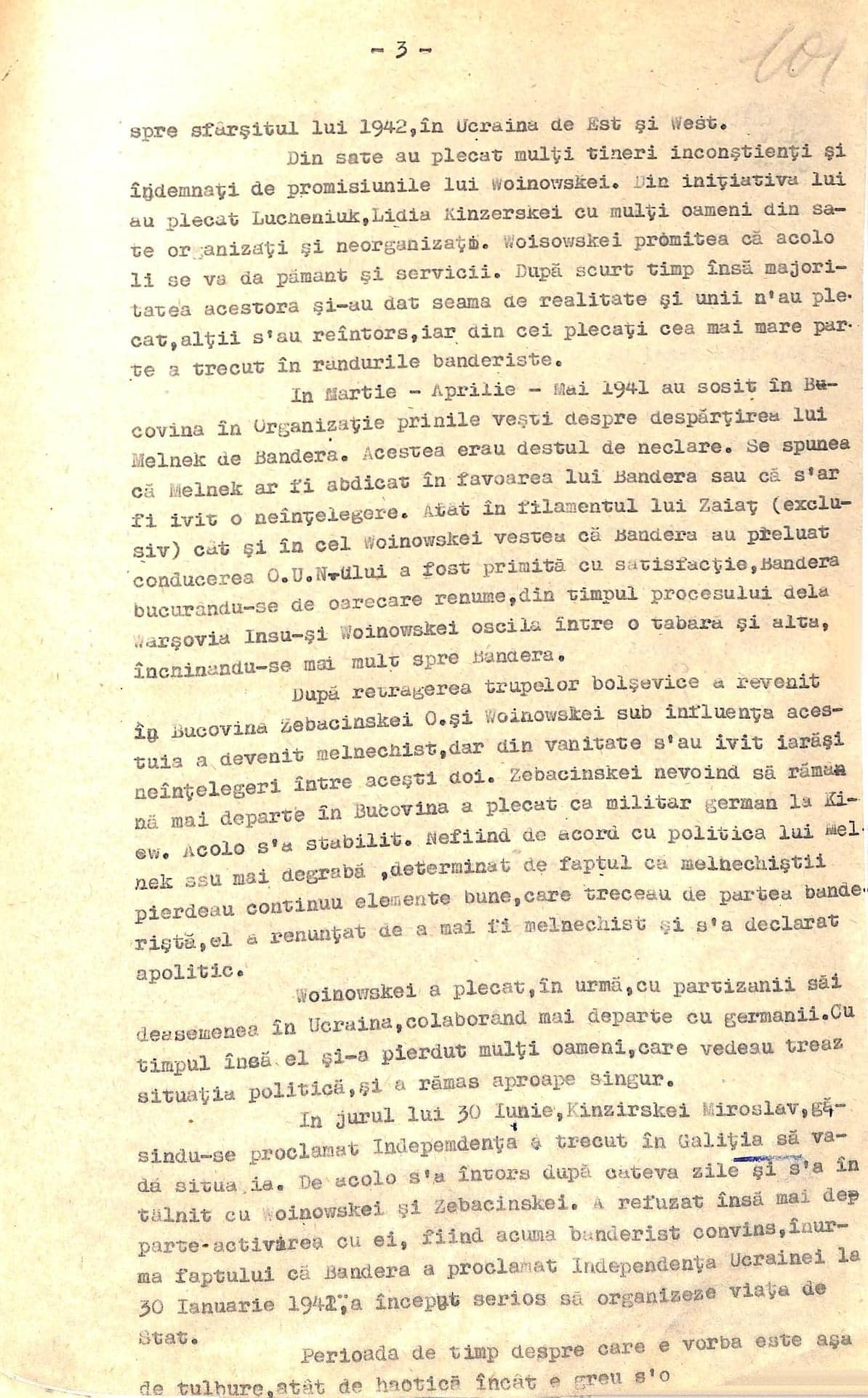
Довідка румунського інспекторату поліції про діяльність українських націоналістичних груп та проголошення акту відновлення незалежності на Буковині у червні 1941 р.

Мирослав Кіндзірський народився у селі Чорний Потік. Закінчив ліцей, навчався на хімічному факультеті Чернівецького університету.
З 1937 року член ОУН. У 1941 році організаційний референт Буковинського проводу ОУНР.
30 червня 1941 р. Мирослав Кіндзірський проголосив незалежність та відбув до Галичини для вивчення ситуації.
Заарештований румунською Сигуранцою у січні 1942 року, але втік з-під варти. Після проходження вишколу скерований на Східноукраїнські землі (СУЗ). З осені 1942 до березня 1944 року Мирослав Кіндзірський референт пропаганди Одеського обласного проводу ОУН.
У серпні 1944 року переведений на Буковину. У вересні—жовтні 1944 року Мирослав Кіндзірський в.о. провідника Буковинського обласного проводу ОУН, у жовтні—грудні 1944 року — організаційний референт Буковинського обласного проводу ОУН.
Загинув  29 грудня 1944 року під час збройної сутички з військовими НКВС біля села с.Васловівці, похований у с. Чорний Потік.

## Вшанування пам'яті
З липня 2024 року вулиця 28 Червня у місті Заставна носить його ім'я.